# Theodor von Schacht
Theodor von Schacht (ur. 1748 w Strasburgu, zm. 20 czerwca 1823 w Ratyzbonie) – niemiecki kompozytor.

## Życiorys
W latach 1756–1766 uczył się w Ratyzbonie u Josepha Küffnera (fortepian) i Josepha Riepela (teoria). Następnie do 1771 roku przebywał w Stuttgarcie, gdzie był uczniem Niccolò Jommellego. Po powrocie do Ratyzbony został dworzaninem na dworze książąt Thurn und Taxis. W 1773 roku został intendentem muzyki dworskiej, a w latach 1774–1778 i 1784–1786 kierował działającą na dworze operą włoską. Od 1786 do 1805 roku był nadwornym kapelmistrzem. Między 1805 a 1812 rokiem przebywał w Wiedniu. W 1819 roku wrócił do Ratyzbony.
Twórczość von Schachta obejmuje około 200 kompozycji, w większości niewydanych drukiem. Był twórcą muzyki operowej i teatralnej do tekstów w języku niemieckim i włoskim, tworzonej na użytek dworski i opartej na wzorcach włoskich. Ponadto tworzył symfonie, koncerty i liczne utwory kameralne.